# Tama Morita
 (mai 2025).
Si vous disposez d'ouvrages ou d'articles de référence ou si vous connaissez des sites web de qualité traitant du thème abordé ici, merci de compléter l'article en donnant les références utiles à sa vérifiabilité et en les liant à la section « Notes et références ».
Tama Morita (森田 たま, Morita Tama), 19 décembre 1894 - 31 octobre 1970 est une essayiste japonaise assez populaire pendant et aux alentours de la Seconde Guerre mondiale. En 1962, elle sert en tant que membre de la Chambre des conseillers.

## Biographie
Tama Morita est née à Sapporo, sur l'île de Hokkaidō dans le nord du Japon. Elle est la seconde fille de Jiemon Muraoka et sa femme Yoshino. En 1907 la jeune Tama est inscrite au lycée de filles de Sapporo mais doit le quitter dû à sa mauvaise santé. En 1911 on publie un court article de Morita dans le magazine littéraire Shōjo Sekai ; il est bien reçu. La même année elle se marie et déménage à Tokyo.
En 1913, elle devient élève de l'écrivain Sōhei Morita. Avec son aide, son article Katase made apparaît dans le magazine littéraire Shinseiki en septembre 1913. Toutefois, son travail avec Morita devient plus difficile ; c'est également le cas de sa relation plutôt tendue avec son mari. En 1914 elle tente un suicide dans le temple de Nanko-in, à Chigasaki.
En 1916, elle rencontre un autre homme nommé Morita, cette fois un étudiant de l'Université Keiō, Shichiro Morita. Elle divorce de son premier mari et épouse Morita. Elle décide alors d'arrêter d'écrire. En 1923, après le grand tremblement de terre de Kantō, elle déménage à Osaka avec son mari, son fils et sa fille. Ils déménagent de nouveau à Tokyo pour une brève période en 1925, y tenant une librairie qui fera faillite, mais ils rentreront aussitôt à Osaka.
En 1932, son ancien mentor Sōhei Morita visite Osaka. Tama Morita écrit Kimono ko-shoku en un seul jour. Il sera publié dans le magazine Chūōkōron, ce qui marquera son retour au monde littéraire japonais.
Elle déménage à Tokyo en 1933, habitant d'abord à Shibuya, puis à Ushigome. En 1939, sous l'égide de Chūōkōron, elle voyage à Shanghai, Nanjing, et Hankou dans la Chine occupée par les forces japonaises pour interviewer des troupes de l'Armée et Marine impériales japonaises. En 1941 elle retourne à Hokkaidō pour accepter un poste d'enseignante à l'Université de Sapporo, loin du Tokyo en proie aux bombardements des Alliés. En mars 1943 la Marine impériale japonaise lui demande de visiter l'Asie du Sud-Est occupée par le Japon, mais elle coupe court ce voyage et retourne au Japon en novembre. Elle se confie à son mentor de la Marine, lui disant qu'elle espère que la guerre se termine vite, et qu'elle se souciait du sort de son fils, récemment conscrit.
En 1944 elle déménage à Kamakura dans la préfecture de Kanagawa, mais sa maison est incendiée dans un fort orage en décembre 1946. Elle se trouve une autre maison et continue à vivre à Kamakura jusqu'à 1952, quand elle déménage à Aoyama (Tokyo).
En 1954 elle est élue déléguée japonaise à la réunion du PEN club international, tenu à Amsterdam. À son retour au Japon elle devient politiquement active, rejoignant le Pari libéral démocrate et gagnant un siège à la Chambre des conseillers de la Diète du Japon en 1962. Elle se concentre sur l'éducation, particulièrement en ce qui concerne la langue japonaise. Lors de sa retraite en 1968, on lui décerne l'Ordre du Trésor sacré (3e classe) ; l'année suivante elle déménage à Meguro.
Elle meurt à l'hôpital Keiô de Tôkyô en 1970 à l'âge de 75 ans.